# فیفا (مجموعه بازی)
فیفا (به انگلیسی: FIFA) یک فرنچایز متوقف‌شده بازی‌های ویدئویی شبیه‌سازی فوتبال است که توسط الکترونیک آرتس کانادا و الکترونیک آرتس رومانی توسعه یافته و توسط ئی‌ای اسپورتس منتشر شده است. این سری بازی طبق رکوردهای جهانی گینس به عنوان پرفروش‌ترین سری بازی ورزشی در جهان شناخته می‌شود و تا سال ۲۰۲۱ بیش از ۳۲۵ میلیون نسخه فروخته است. در ۱۰ مه ۲۰۲۲ اعلام شد که همکاری ۳۰ ساله ئی‌ای و فیفا به پایان می‌رسد و فیفا ۲۳ آخرین نسخه این سری بازی با نام فیفا بود. به عنوان جانشین این مجموعه، ئی‌ای، سری بازی ای‌ای اسپورتس اف‌سی را راه‌اندازی کرده است و ای‌ای اسپورتس اف‌سی ۲۴ اولین نسخه تحت نام جدید خواهد بود.

## بازی‌ها

### سری اصلی
بازی‌های اصلی سری فیفا از سال ۱۹۹۳ هر سال یک بار تا سال ۲۰۲۲ منتشر می‌شد. این بازی‌ها دربرگیرنده تیم‌های ملی فوتبال کشورهای گوناگون و هم‌چنین لیگ‌های برتر و دسته‌های پایین‌تر بسیاری از کشورها است. در آخرین ورژن فیفا ۱۹۶۴۴ بازیکن و ۷۱۲ باشگاه لایسنس شده‌اند.
| سری بازی‌های اصلی          |                        |                                             |
| نام بازی                  | تاریخ انتشار نسخه اصلی | قهرمانان جلد اصلی                           |
| فوتبال جهانی فیفا         | ۱۵ ژوئیه ۱۹۹۳          | دیوید پلات و پیوتر شویرسزوسکی               |
| فوتبال فیفا ۹۵            | ۸ ژوئیه ۱۹۹۴           | اریک تورستوت                                |
| فوتبال فیفا ۹۶            | ۱ ژوئیه ۱۹۹۵           | فرانک دی بوئر و جیسون مک‌آتیر                |
| فیفا ۹۷                   | ۲۴ ژوئن ۱۹۹۶           | ببتو                                        |
| فیفا ۹۸: در راه جام جهانی | ۱۷ ژوئن ۱۹۹۷           | در هر کشور متفاوت                           |
| فیفا ۹۹                   | ۱۰ ژوئن ۱۹۹۸           | دنیس برکمپ (نسخه جهانی)                     |
| فیفا ۲۰۰۰                 | ۲۶ اکتبر ۱۹۹۹          | در هر کشور متفاوت                           |
| فیفا ۲۰۰۱                 | ۸ نوامبر ۲۰۰۰          | در هر کشور متفاوت                           |
| فیفا فوتبال ۲۰۰۲          | ۱ نوامبر ۲۰۰۱          | در هر کشور متفاوت                           |
| فیفا فوتبال ۲۰۰۳          | ۲۵ اکتبر ۲۰۰۲          | روبرتو کارلوس، رایان گیگز و ادگار داویدس    |
| فیفا فوتبال ۲۰۰۴          | ۱۸ اکتبر ۲۰۰۳          | تیری آنری، آلساندرو دل‌پیرو و رونالدینیو     |
| فیفا فوتبال ۲۰۰۵          | ۱۱ اکتبر ۲۰۰۴          | پاتریک ویرا، فرناندو مورینتس و آندری شوچنکو |
| فیفا ۰۶                   | ۴ اکتبر ۲۰۰۵           | وین رونی و رونالدینیو                       |
| فیفا ۰۷                   | ۲۷ سپتامبر ۲۰۰۶        | وین رونی و رونالدینیو                       |
| فیفا ۰۸                   | ۲۰ سپتامبر ۲۰۰۷        | وین رونی و رونالدینیو                       |
| فیفا ۰۹                   | ۳ اکتبر ۲۰۰۸           | وین رونی و رونالدینیو                       |
| فیفا ۱۰                   | ۲ اکتبر ۲۰۰۹           | تئو والکات، فرانک لمپارد و وین رونی         |
| فیفا ۱۱                   | ۲۸ سپتامبر ۲۰۱۰        | کاکا و وین رونی                             |
| فیفا ۱۲                   | ۲۷ سپتامبر ۲۰۱۱        | وین رونی و جک ویلشر                         |
| فیفا ۱۳                   | ۲۵ سپتامبر ۲۰۱۲        | لیونل مسی                                   |
| فیفا ۱۴                   | ۲۴ سپتامبر ۲۰۱۳        | لیونل مسی (نسخه جهانی)                      |
| فیفا ۱۵                   | ۲۳ سپتامبر ۲۰۱۴        | لیونل مسی                                   |
| فیفا ۱۶                   | ۲۲ سپتامبر ۲۰۱۵        | لیونل مسی                                   |
| فیفا ۱۷                   | ۲۷ سپتامبر ۲۰۱۶        | مارکو رویس                                  |
| فیفا ۱۸                   | ۲۹ سپتامبر ۲۰۱۷        | کریستیانو رونالدو                           |
| فیفا ۱۹                   | ۲۸ سپتامبر ۲۰۱۸        | کریستیانو رونالدو                           |
| فیفا ۲۰                   | ۲۷ سپتامبر ۲۰۱۹        | ادن هازارد                                  |
| فیفا ۲۱                   | ۹ اکتبر ۲۰۲۰           | کیلین ام‌باپه                                |
| فیفا ۲۲                   | ۱ اکتبر ۲۰۲۱           | کیلین ام‌باپه                                |
| فیفا ۲۳                   | ۳۰ سپتامبر ۲۰۲۲        | کیلین امباپه و سامانتا کر                   |

### عناوین دیگر
- ستاره‌های لیگ برتر F.A
- مسابقات جهانی فوتبال فیفا
- سری لیگ قهرمانان
- فیفا ۰۶: در راه جام جهانی
- فیفا آنلاین ۱٫۲

### بازی‌های ویدئویی فوتبال قهرمانی اروپا
- یوفا ۲۰۰یوفا ۲۰۰۴
- یوفا ۲۰۰۸
- یوفا ۲۰۱۲

### بازی‌های فوتبال خیابانی
- فیفا خیابانی ۲۰۰۵
- فیفا خیابانی ۲ ۲۰۰۶
- فیفا خیابانی ۳ ۲۰۰۸

### بازی‌های مربی‌گری
- مربی فوتبال فیفا (۱۹۹۷)

### مدیریت فوتبال لیگ برتر
- مدیر فوتبال لیگ برتر فوتبال F.A 99
- مدیر فوتبال لیگ برتر F.A 2000
- مدیر فوتبال لیگ برتر F.A 2001
- مدیر فوتبال لیگ برتر F.A 2002

### مجموعه کل باشگاه منیجر
- مدیر کل باشگاه ۲۰۰۳
- مدیر کل باشگاه ۲۰۰۴
- مدیر کل باشگاه ۲۰۰۵

### سری مربی‌گری فیفا
- مربی‌گری فیفا ۰۶
- مربی‌گری فیفا ۰۷
- مربی‌گری فیفا ۰۸
- مربی‌گری فیفا ۰۹